# Polichromia
Polichromia – wielobarwna ozdoba malarska ścian, sufitów, podniebienia sklepień, rzeźb stosowana do dekoracji wewnętrznych i zewnętrznych. Polichromie wykonywano nie tylko na materiałach kamiennych i tynkach, ale także na drewnie, wewnątrz i na zewnątrz pomieszczeń w budownictwie sakralnym i świeckim.
Stosowana jest w architekturze od czasów starożytnych – np. na belkowaniu świątyń greckich. Często stosowana we wnętrzach świątyń  wczesnochrześcijańskich oraz średniowiecznych (niekiedy, szczególnie we Włoszech również na fasadach). Od okresu renesansu jest najczęściej stosowaną metodą zdobienia reprezentacyjnych wnętrz budowli świeckich i sakralnych.
Ze względu na przedstawiony temat polichromie dzieli się na:
- architektoniczne – imitują formy architektoniczne takie jak kolumny, okna, filary, gzymsy itp.
- figuralne – przedstawiają świętych oraz sceny sakralne
- ornamentalne – pełnią funkcję estetyczną wielokrotnie powtarzając ten sam ornament.

Szczególnym rodzajem polichromii jest tak zwana polichromia patronowa. Powstaje ona dzięki wykorzystaniu szablonów zwanych patronami. W Polsce najlepiej zachowane przykłady polichromii patronowej znajdują się w drewnianych kościołach w Dębnie Podhalańskim, Łopusznej i Lipnicy Murowanej także w kościele w Strzelcach Wielkich w woj. małopolskim.
Częściowo zachowane są również w Binarowej i Harklowej.

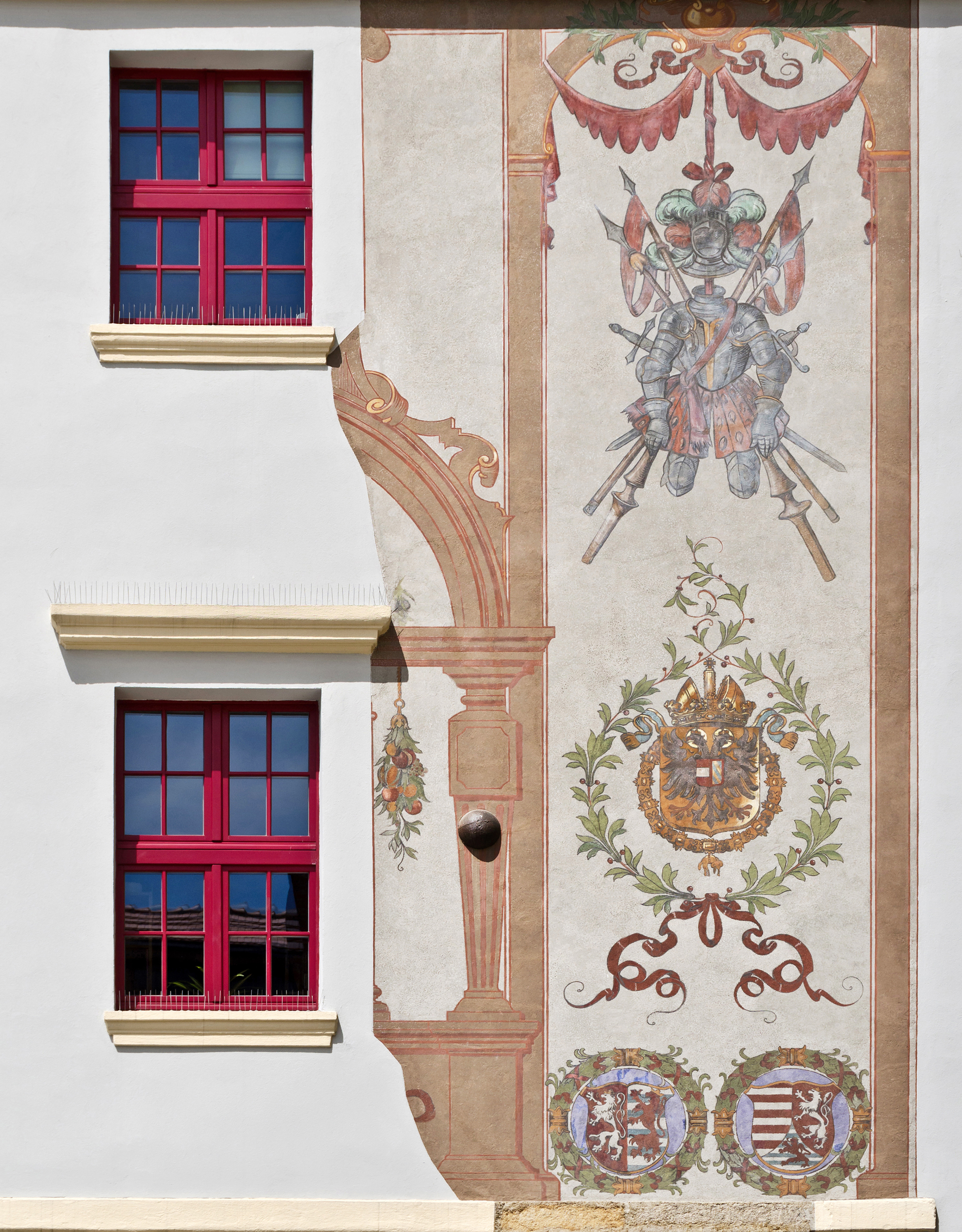
Zachowane fragmenty polichromii na ścianie Domu Wagi Miejskiej w Nysie
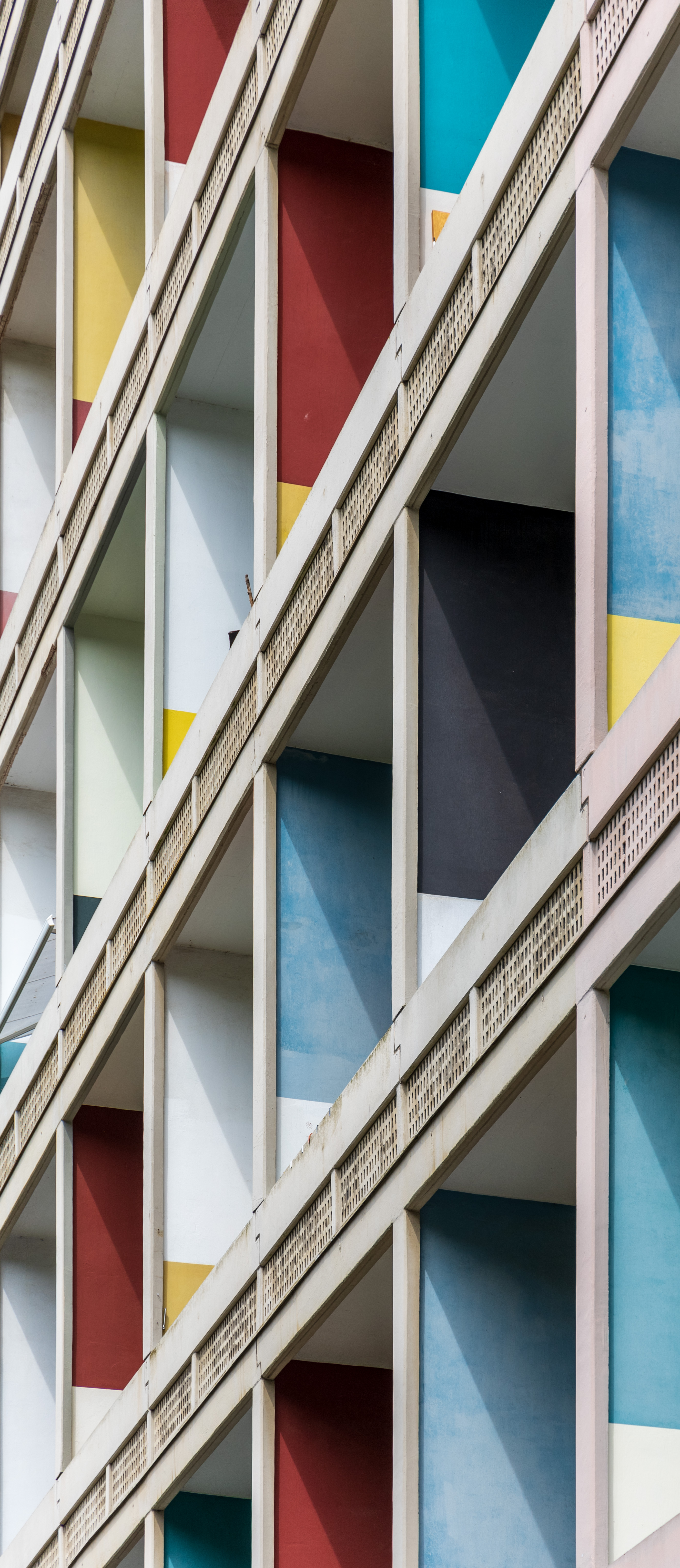
Polichromia bloku mieszkalnego Le Corbusiera Unité d’habitation w Berlinie
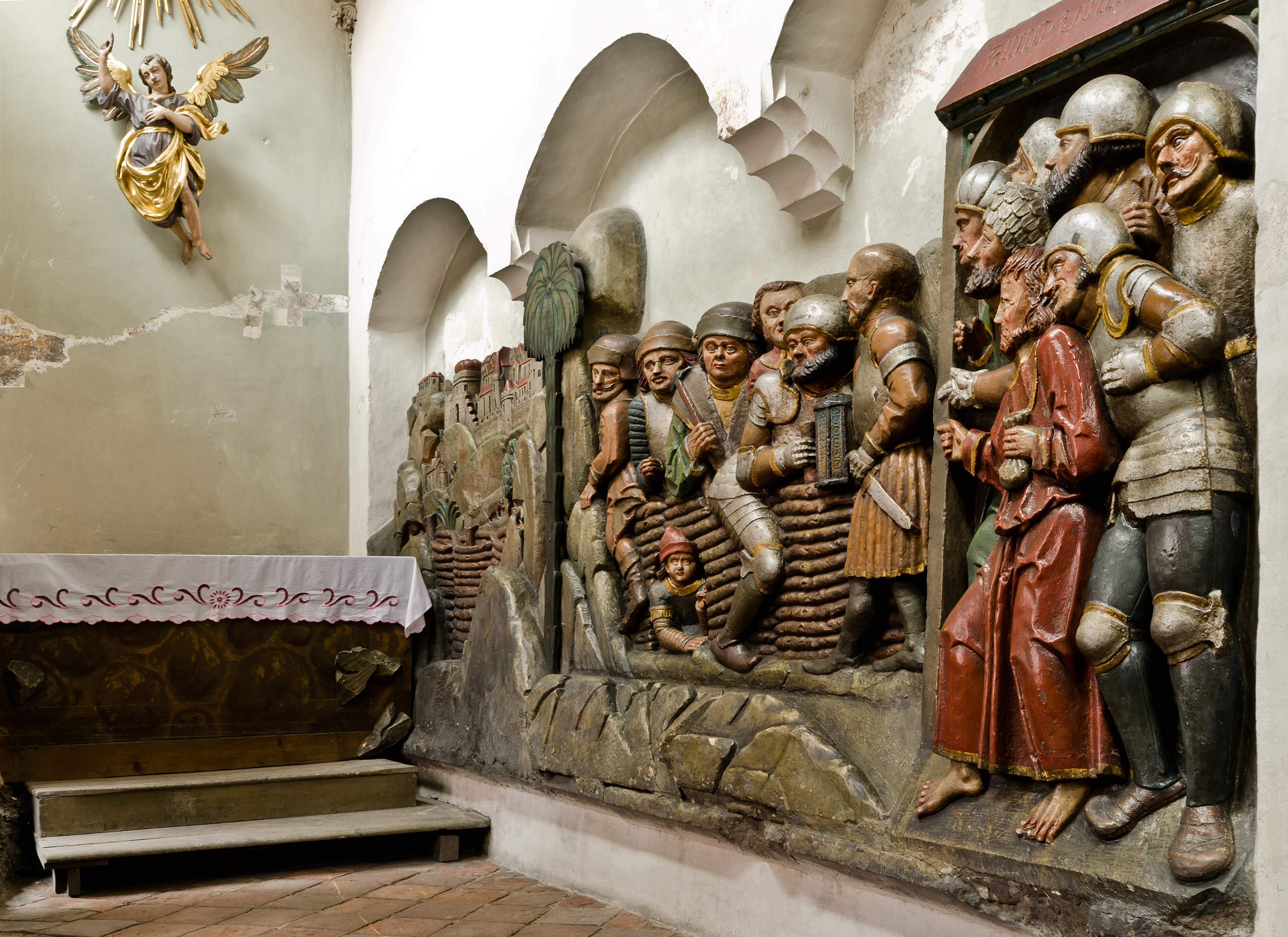
Polichromowana grupa rzeźbiarska w Kościele Wniebowzięcia Najświętszej Maryi Panny w Kłodzku
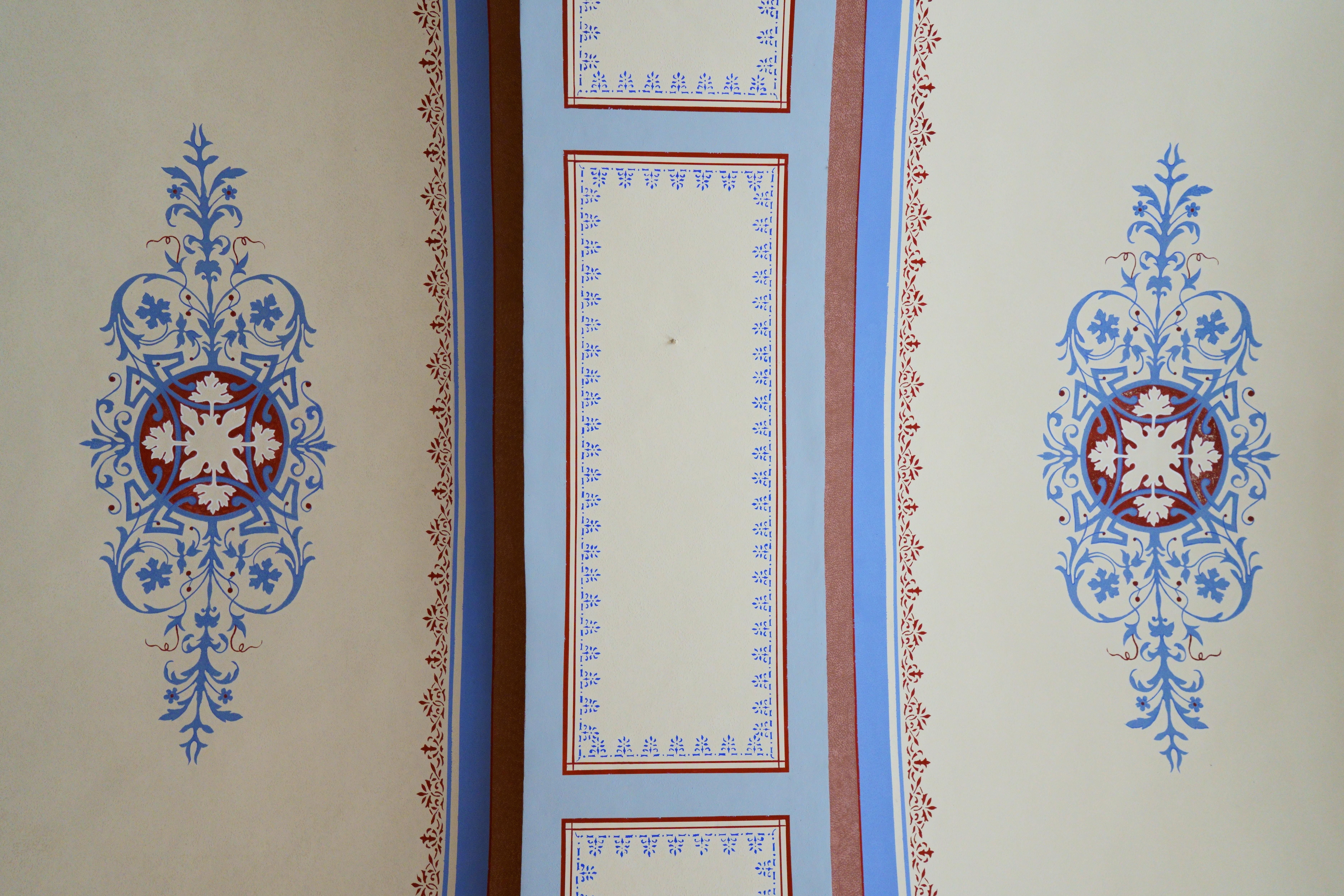
Ornament patronowy na sklepieniu pomieszczenia w kamienicy. Wieliczka, Rynek Górny 6